# Nias (taal)
Het Nias is een Austronesische taal die wordt gesproken op het eiland Nias en de Batoe-eilanden in Noord-Sumatra, Indonesië. Volgens de census van 2000 had deze taal 770.000 sprekers en is het de belangrijkste gesproken taal op Nias, naast het Indonesisch. De taal hoort tot de subgroep van de talen van de Barrière-eilanden van Noordwest-Sumatra, ook wel "Noord-Sumatraanse talen" genoemd, die ook het Mentawai en de Bataktalen omvat. Er zijn drie hoofddialecten: het noordelijk, centraal en zuidelijk Nias. Het Nias is een taal met open lettergrepen, waarbij de lettergrepen niet eindigen met een medeklinker.

## Dialecten

Kaart met de belangrijkste talen die in het noorden van Sumatra worden gesproken. Het Nias wordt weergegeven door de blauwe arcering en de ISO 639-3-code "nia".

De volgende dialecten worden onderscheiden in Ethnologue.
- Noordelijke dialect: met name de variëteit van Gunungsitoli, in het Alasa en Lahewagebied.
- Zuidelijke dialect: in Zuid-Nias, Gomo, Telukdalam en de Batoe-eilanden
- Centrale dialect: Sirombu en Mandrehe gebieden, met name in het regentschap West-Nias.

Daarnaast worden ook het westelijke en noordwestelijke dialect onderscheiden.
De noordelijke variëteit wordt beschouwd als het prestigedialect. De enige bestaande Bijbelvertaling is geschreven in het noordelijke dialect en wordt gebruikt door sprekers uit alle dialectgebieden.
De mate van overeenkomst tussen de dialecten van Nias is ongeveer 80%.

## Fonologie
Het Nias kent de volgende fonemen (klanken die alleen in het noordelijke dialect worden aangetroffen, worden aangegeven in het groen, klanken die alleen in het zuiden voorkomen zijn in het rood aangegeven):
|          | Voor | Centraal | Achter |
| -------- | ---- | -------- | ------ |
| Gesloten | [i]  |          | [u]    |
| Midden   | [e]  | ⟨ö⟩ [ɤ]  | [o]    |
| Open     |      | [a]      |        |

|                    |                   | Labiaal  | Labiodentaal | Dentaal/ Alveolaar | Palato- alveolaar | Palataal | Velaar   | Glottaal |
| ------------------ | ----------------- | -------- | ------------ | ------------------ | ----------------- | -------- | -------- | -------- |
| Plosief/ Affricaat | Stemloos          |          |              | [t]                | ⟨c⟩ [tʃ]          |          | [k]      | ⟨'⟩ [ʔ]  |
| Plosief/ Affricaat | Stemhebbend       | [b]      |              | [d]                | ⟨z⟩ [dʒ]          |          | [ɡ]      |          |
| Plosief/ Affricaat | Prenasaal / trils | ⟨mb⟩ [ʙ] |              | ⟨ndr⟩ [dʳ]         |                   |          |          |          |
| Fricatief          | Stemloos          |          | [f]          | [s]                |                   |          | ⟨kh⟩ [x] | [h]      |
| Fricatief          | Stemhebbend       |          | [v]          | ⟨z⟩ [z]            |                   |          |          |          |
| Nasaal             | Nasaal            | [m]      |              | [n]                |                   |          | ⟨ng⟩ [ŋ] |          |
| Approximant        | Approximant       |          | ⟨ß⟩ [ʋ]      | [l]                |                   | ⟨y⟩ [j]  | [w]      |          |
| Tril               | Tril              |          |              | [r]                |                   |          |          |          |

Fonetische beschrijvingen van de klanken die traditioneel worden geschreven als <mb> en <ndr> variëren sterk. Sundermann (1913) en Halawa et al. (1983) beschrijven ze als prenasaal plosief [ᵐb] en prenasaal tril-plosief [ⁿdʳ] voor het noordelijke dialect,  terwijl Brown (2005) ze registreert als tril [ʙ] en tril-plosief [dʳ] voor het zuidelijke dialect.
In een akoestische studie van Nias-dialecten uit drie locaties, toont Yoder (2010) een complex patroon van vier fonetische realisaties van <mb> en <ndr>: gewoon plosief, prenasaal plosief, plosief met tril, plosief met fricatief.
De status van initiële [ʔ] wordt niet bepaald; er zijn geen fonetische klinker-initiële woorden in het Nias.

## Grammatica
Het Nias heeft een ergatief–absolutieve structuur. Het is de enige ergatief-absolutieve taal ter wereld met een "gemarkeerd absolutief", wat betekent dat de absolutieve naamval is gemarkeerd, terwijl de ergatieve naamval niet is gemarkeerd.
Het Nias kent geen bijvoeglijk naamwoorden. Die functie wordt vervuld door werkwoorden.

### Voornaamwoorden
De volgende tabel geeft een overzicht van de vrije en gebonden voornaamwoorden van het Nias (groen = alleen gebruikt in het noordelijke dialect, rood = alleen gebruikt in het zuidelijke dialect):
|            | onafhankelijk          | absolutief                   | genitief | ergatieve realis | S = A irrealis |
| ---------- | ---------------------- | ---------------------------- | -------- | ---------------- | -------------- |
| 1.sg.      | ya'o / ya'odo / ya'oto | ndra'o(do) / ‑do / ndrao(to) | -gu      | u-               | gu-            |
| 2.sg.      | ya'ugö                 | ndra'ugö / ‑ö / ndraugö      | -u / ‑mö | ö-               | gö-            |
| 3.sg.      | ya'ia                  | ia / ya                      | -nia     | i-               | ya-            |
| 1.pl.incl. | ya'ita                 | ita                          | -da      | ta-              | da-            |
| 1.sg.excl. | ya'aga                 | ndra'aga / ‑ga               | -ma      | ma-              | ga-            |
| 2.pl.      | ya'ami                 | ami / -mi                    | -mi      | mi-              | gi-            |
| 3.pl.      | ya'ira                 | ira                          | -ra      | la-              | ndra-          |

### Naamvalmarkering zelfstandig naamwoord (mutatie)
Naamvalmarkering van zelfstandig naamwoorden wordt in het Nias aangegeven door middel van mutatie van de initiële medeklinker. Verschillende medeklinkers zijn onderhevig aan mutatie zoals weergegeven in onderstaande tabel. Waar een woord met een klinker begint, wordt een n of g vóór de klinker gevoegd; de keuze voor n of g is lexicaal bepaald. Bijvoorbeeld, öri ~ nöri betekent 'dorpsfederatie', öri ~ göri betekent 'armband'.
| Niet-gemuteerde vorm | gemuteerde vorm         |
| -------------------- | ----------------------- |
| f                    | v                       |
| t                    | d                       |
| s                    | z                       |
| c                    | z                       |
| k                    | g                       |
| b                    | mb                      |
| d                    | ndr                     |
| klinker              | n + klinker g + klinker |

Andere medeklinkers veranderen niet.